# Attilio Nostro
Attilio Nostro (Palmi, 6 agosto 1966) è un vescovo cattolico italiano, dal 19 agosto 2021 vescovo di Mileto-Nicotera-Tropea.

## Biografia
Nasce a Palmi, in provincia di Reggio Calabria, allora nella diocesi di Mileto, il 6 agosto 1966. Quasi ventenne, con la famiglia lascia i luoghi natali, segnati dalla disoccupazione, per stabilirsi a Roma.

### Formazione e ministero sacerdotale
Avviato alla professione di commercialista, si avvicina alla fede da adulto, dopo la morte del fratello, durante un viaggio ad Assisi.
Dopo essere entrato nel Pontificio Seminario Romano Maggiore e aver conseguito il baccalaureato in filosofia e teologia presso la Pontificia Università Gregoriana, ottiene la licenza in studi su matrimonio e famiglia presso la Pontificia Università Lateranense.
Il 2 maggio 1993 è ordinato presbitero, nella basilica di San Pietro in Vaticano, da papa Giovanni Paolo II.
Dal 1993 è vicario parrocchiale della parrocchia di Santa Maria delle Grazie al Trionfale e, concluso questo incarico, viene trasferito come vicario parrocchiale della parrocchia di Gesù Divino Lavoratore in Roma dal 1995 al 2001. Svolge poi il ruolo di parroco della parrocchia di San Giuda Taddeo in Roma dal 2001 al 2014. Dal 2011 è prefetto della XIX prefettura della diocesi di Roma per un quadriennio. Nel 2014 diviene parroco della parrocchia di San Mattia a Roma e docente di religione cattolica presso il liceo scientifico Nomentano.
Alto 1.90 m, è appassionato di pallacanestro. Spesso è stato ospite di TV2000 e Radio Maria.

### Ministero episcopale
Il 19 agosto 2021 papa Francesco lo nomina vescovo di Mileto-Nicotera-Tropea; succede a Luigi Renzo, precedentemente dimessosi per motivi di salute. Il 25 settembre seguente riceve l'ordinazione episcopale, nella basilica di San Giovanni in Laterano, dal cardinale Angelo De Donatis, vicario generale per la diocesi di Roma, co-consacranti Fortunato Morrone, arcivescovo metropolita di Reggio Calabria-Bova, e Francesco Massara, arcivescovo di Camerino-San Severino Marche e vescovo di Fabriano-Matelica. Il 2 ottobre prende possesso della diocesi.
Il 6 maggio 2022 viene eletto segretario della Conferenza episcopale calabra, subentrando a Giuseppe Schillaci, trasferito alla diocesi di Nicosia.

## Genealogia episcopale
La genealogia episcopale è:
- Cardinale Scipione Rebiba
- Cardinale Giulio Antonio Santori
- Cardinale Girolamo Bernerio, O.P.
- Arcivescovo Galeazzo Sanvitale
- Cardinale Ludovico Ludovisi
- Cardinale Luigi Caetani
- Cardinale Ulderico Carpegna
- Cardinale Paluzzo Paluzzi Altieri degli Albertoni
- Papa Benedetto XIII
- Papa Benedetto XIV
- Papa Clemente XIII
- Cardinale Bernardino Giraud
- Cardinale Alessandro Mattei
- Cardinale Pietro Francesco Galleffi
- Cardinale Giacomo Filippo Fransoni
- Cardinale Carlo Sacconi
- Cardinale Edward Henry Howard
- Cardinale Mariano Rampolla del Tindaro
- Cardinale Antonio Vico
- Arcivescovo Filippo Cortesi
- Arcivescovo Zenobio Lorenzo Guilland
- Vescovo Anunciado Serafini
- Cardinale Antonio Quarracino
- Papa Francesco
- Cardinale Angelo De Donatis
- Vescovo Attilio Nostro

## Araldica

### Blasonatura
Inquartato d'azzurro e d'oro: nel 1º alla rosa dell'ultimo; nel 2º a tre burelle ondate del primo, sostenenti una nave rivoltata al naturale da cui scende una rete da pesca di nero; nel 3º al ramo di fiori di nardo al naturale posto in banda; nel 4º al palmizio del secondo.

### Spiegazione
Lo stemma di monsignor Nostro è caratterizzato da un insieme di elementi simbolici che da un lato richiamano le sue origini e dall'altro sono un riferimento alla sua missione episcopale. In particolare, nello scudo sono presenti 4 elementi: la rosa, la barca con una rete da pesca, un fiore di nardo e una palma.
- La rosa araldica, simboleggia la Vergine Maria, Rosa mystica, affinché la Madonna possa custodire il vescovo Attilio nel suo ministero;
- La barca a vela rappresenta la Chiesa in cammino ed è rivolta araldicamente a destra, sia perché è considerata la direzione dei vincitori, ma anche perché richiama l'episodio evangelico della pesca miracolosa in cui Gesù invitava Pietro e suoi compagni di gettare le reti sul lato destro della barca affinché potessero catturare una gran quantità di pesci. Per tale ragione sullo scudo viene rappresentata la barca con una rete.
- Il ramo di nardo fiorito simboleggia San Giuseppe al quale è stato dedicato un anno giubilare durante il quale è avvenuta la consacrazione episcopale di monsignor Attilio Nostro.
- La palma allude alla città di Palmi, in cui è nato il vescovo Attilio.

### Motto
Il motto episcopale di monsignor Attilio Nostro è scritto in latino ed è Pauper lucerna cælestia quaerens, cioè Una povera lampada che cerca i cieli e si ispira ad alcuni versi di una poesia del beato Francesco Mottola, ovvero «Io sono una povera lampada ch’arde…», «…Arde ancora la fiamma e, finché il povero vaso di coccio non andrà in frantumi, arderà – cercando i cieli».